# Diapauza
Diapauza – wywoływany czynnikami zewnętrznymi, sterowany wewnętrznie (hormonalnie lub neurohormonalnie) okresowy stan zahamowania rozwoju ontogenetycznego, wykorzystywany powszechnie przez organizmy w siedliskach podlegających silnym zmianom warunków środowiskowych. Może trwać od kilku dni do kilku tysięcy lat (np. daktylowiec właściwy) czy nawet wielu milionów lat. W okresie spoczynku organizm nie rozmnaża się, a metabolizm jest najczęściej znacznie spowolniony. U niektórych pluskwiaków i szpecieli w stan diapauzy może zapadać tylko jedna płeć. Głównymi czynnikami wywołującymi diapauzę są skrajne warunki termiczne, brak zasobów lub przegęszczenie.
Termin diapauza stosowany jest głównie w odniesieniu do bezkręgowców, zwłaszcza owadów, u których może występować w różnych stadiach rozwoju u osobników różnych gatunków – rozróżniana jest diapauza jajowa (embrionalna), larwalna, poczwarkowa i imaginalna. W szerszym znaczeniu termin ten odnoszony jest do innych grup systematycznych w znaczeniu spoczynku, zawieszenia aktywności życiowej. Diapauza w okresie letnim nazywana jest estywacją, w okresie zimowym hibernacją.
Organizmy w stanie spoczynku cechują się zazwyczaj większą niż w stanie aktywnym odpornością na oddziaływanie niekorzystnych czynników środowiskowych takich jak mrozy, upały lub susza. Mechanizm spoczynku zwiększa szanse przetrwania genomu w okresach oddziaływania skrajnych czynników środowiskowych, nietolerowanych przez aktywne osobniki. Organizmy osiadłe wykorzystują powszechnie formy spoczynkowe jako medium dyspersji. Procesy związane z diapauzą rozpoczynają się przed nastaniem niekorzystnych warunków i zanikają jakiś czas po ich ustaniu, co odróżnia diapauzę od odrętwienia (ang. quiescence).

## Ssaki
Zjawisko występuje u walabii bagiennej. Jeśli samica tego gatunku jest w ciąży i zostanie powtórnie zapłodniona druga ciąża przestaje się rozwijać, do wykarmienia poprzedniego potomka.